# Mali Suvodol
Mali Suvodol (en serbe cyrillique : Мали Суводол) est un village de Serbie situé dans la municipalité de Pirot, district de Pirot. Au recensement de 2011, il comptait 247 habitants.

## Démographie

### Évolution historique de la population
| 1948 | 1953 | 1961 | 1971 | 1981 | 1991 | 2002 | 2011 |
| ---- | ---- | ---- | ---- | ---- | ---- | ---- | ---- |
| 843  | 785  | 695  | 553  | 419  | 349  | 281  | 247  |

|  |